# Els Pallaresos (kommun)
Els Pallaresos är en kommun i Spanien.   Den ligger i provinsen Província de Tarragona och regionen Katalonien, i den östra delen av landet, 400 km öster om huvudstaden Madrid. Antalet invånare är 4 387. Arean är 5,1 kvadratkilometer. Els Pallaresos gränsar till Perafort, La Secuita, El Catllar, Tarragonès och Constantí. 
Terrängen i Els Pallaresos är platt.